# Hanichelriegel
Der Hanichelriegel ist ein 978,5 m hoher, untergeordneter Berg im Bayerischen Wald in der Gemeinde Kollnburg.
Der Gipfel liegt etwa vierhundert Meter östlich der bekannten Käsplatte und ist geringfügig niedriger als sein Nachbar. Es gibt keinen Wanderweg auf den Gipfel.